# Рожер
Рожер — мужское имя германского происхождения.

## Носители
- Рожер I (значения)
- Рожер III (герцог Апулии)
- Рожер IV (герцог Апулии)
- Рожер V (герцог Апулии)
- Рожер II
- Рожер де Бомон
- Рожер де Бомон, 2-й граф Уорик
- Рожер де Флор
- Рожер ди Андрия
- Рожер Боскович
- Рожер Биго
- Родригес да Силва, Рожер — бразильский футболист